# Роско (Мисури)
Роско (енгл. Roscoe) град је у америчкој савезној држави Мисури.

## Демографија
По попису из 2010. године број становника је 124, што је 12 (10,7%) становника више него 2000. године.
| Група             | 2000.        | 2010.       |
| Белци             | 112 (100,0%) | 121 (97,6%) |
| Афроамериканци    | 0 (0,0%)     | 0 (0,0%)    |
| Азијати           | 0 (0,0%)     | 0 (0,0%)    |
| Хиспаноамериканци | 0 (0,0%)     | 3 (2,4%)    |
| Укупно            | 112          | 124         |